# Walgha
Walgha (arab. ولغا) – miejscowość w Syrii, w muhafazie As-Suwajda. W 2004 roku liczyła 1482 mieszkańców.